# Взлётная полоса (фильм, 1962)
«Взлётная полоса» (фр. La Jetée, вариант перевода «Терминал») — чёрно-белый 28-минутный фантастический фильм французского режиссёра Криса Маркера 1962 года, удостоенный премии Жана Виго. Выполнен в технике фоторомана: образный ряд состоит из сменяющих друг друга фотографий. Картина Маркера вписана в историю кино как один из самых значительных и влиятельных образцов кинофантастики.

## Сюжет
Фильм открывает торжественная литургия Петра Гончарова «Кресту Твоему» в исполнении хора Александро-Невского собора. После термоядерного удара третьей мировой войны оставшиеся в живых парижане живут в подземных катакомбах Парижа. Они предпринимают попытки путешествий во времени в надежде найти в будущем потомков и заполучить от них еду, медикаменты и энергетические установки «во имя того, чтобы прошлое и будущее помогли настоящему».
Главный герой, являясь заключённым, вынужден согласиться на путешествие во времени. Его постоянно преследует эпизод его детства, в котором он становится свидетелем убийства в терминале аэропорта Орли. Этот эпизод используется при путешествии во времени. Путешественника забрасывают всё дальше и дальше в прошлое. Путешественник встречается и разговаривает с женщиной, которая была вместе с убитым. После успешного путешествия в прошлое экспериментаторы забрасывают главного героя в будущее.
В будущем он встречается с людьми возродившегося общества. По возвращении в настоящее героя приговаривают к смерти, но люди будущего предлагают перенести его в будущее и присоединиться к ним. Он отказывается, прося вернуть его в прошлое, в терминал аэропорта Орли. Попав назад в прошлое, он понимает, что убитый человек, которого он видел в детстве — он сам, и что он увидел собственную смерть со стороны.

## Актёрский состав
- Жан Негрони[фр.] — рассказчик
- Хелен Шателейн[фр.] — Женщина
- Даво Аниш (фр. Davos Hanich) — Мужчина
- Жак Леду[фр.] — экспериментатор
- Лигия Бранице— женщина из будущего
- Жанин Клейн (фр. Janine Klein) — женщина из будущего
- Уильям Кляйн — мужчина из будущего

## Кинокритика
«Взлётная полоса» — единственный игровой фильм знаменитого документалиста Криса Маркера и один из первых фильмов о субъективно переживаемых путешествиях во времени. Кинокритики сравнивают его с рассказами Борхеса и «Прошлым летом в Мариенбаде» напарника Маркера по документальным проектам 1950-х годов, Алена Рене. На протяжении всего своего творческого пути прустианцы Маркер и Рене оставались зачарованы всесилием и в то же время несовершенством памяти. Как пишут авторы киноэнциклопедии allmovie:

Фотомонтажная техника фильма, кажется, отражает импрессионистическую природу памяти, из фрагментов которой субъект составляет осмысленный визуальный образ. В одной из сцен возлюбленная главного героя вглядывается в камеру — и вдруг внезапно моргает. Утончённый и в то же время безотказно шокирующий фильм, «Взлётная полоса» блистательно подрывает правила создания кино, заставляя зрителей пересмотреть свои установки относительно не только кино, но и времени, памяти и того, как нами воспринимается действительность.

## Интересные факты
- В фильме основной музыкальной темой является музыка литургической песни Кресту Твоему, автор которой Пётр Гончаров.
- По предположению Джима Хобермана, «Взлётная полоса» стала первым фильмом, порождённым чарами классического фильма Альфреда Хичкока «Головокружение», где главный герой навязчиво и с роковыми для себя последствиями пытается воссоздать мгновение заветной психической травмы[12][K 1].

## Влияние
- В статье 1966 года Джеймс Баллард привёл «Взлётную полосу» в качестве примера успешной кинофантастики[6].
- Единственная движущаяся сцена с моргающей девушкой была процитирована Ридли Скоттом в культовом фильме «Бегущий по лезвию» (1982)[6].
- Нарративный приём и сюжет «Взлётной полосы», вплоть до отсылок к «Головокружению» Хичкока, взяли за основу сценаристы фильма «12 обезьян» (1995), хотя режиссёр последнего Терри Гиллиам в интервью английскому кинокритику Иэну Кристи утверждает, что сам он не видел фильм Маркера, а только просматривал изданную книгу фотографий из «Взлётной полосы», не читая сопровождающий их закадровый текст[13][14].